# Eugène Rouyer
Eugène Rouyer (* 1827; † 1901) war ein französischer Architekt, der vor allem für die Stadt Paris und den französischen Staat arbeitete.

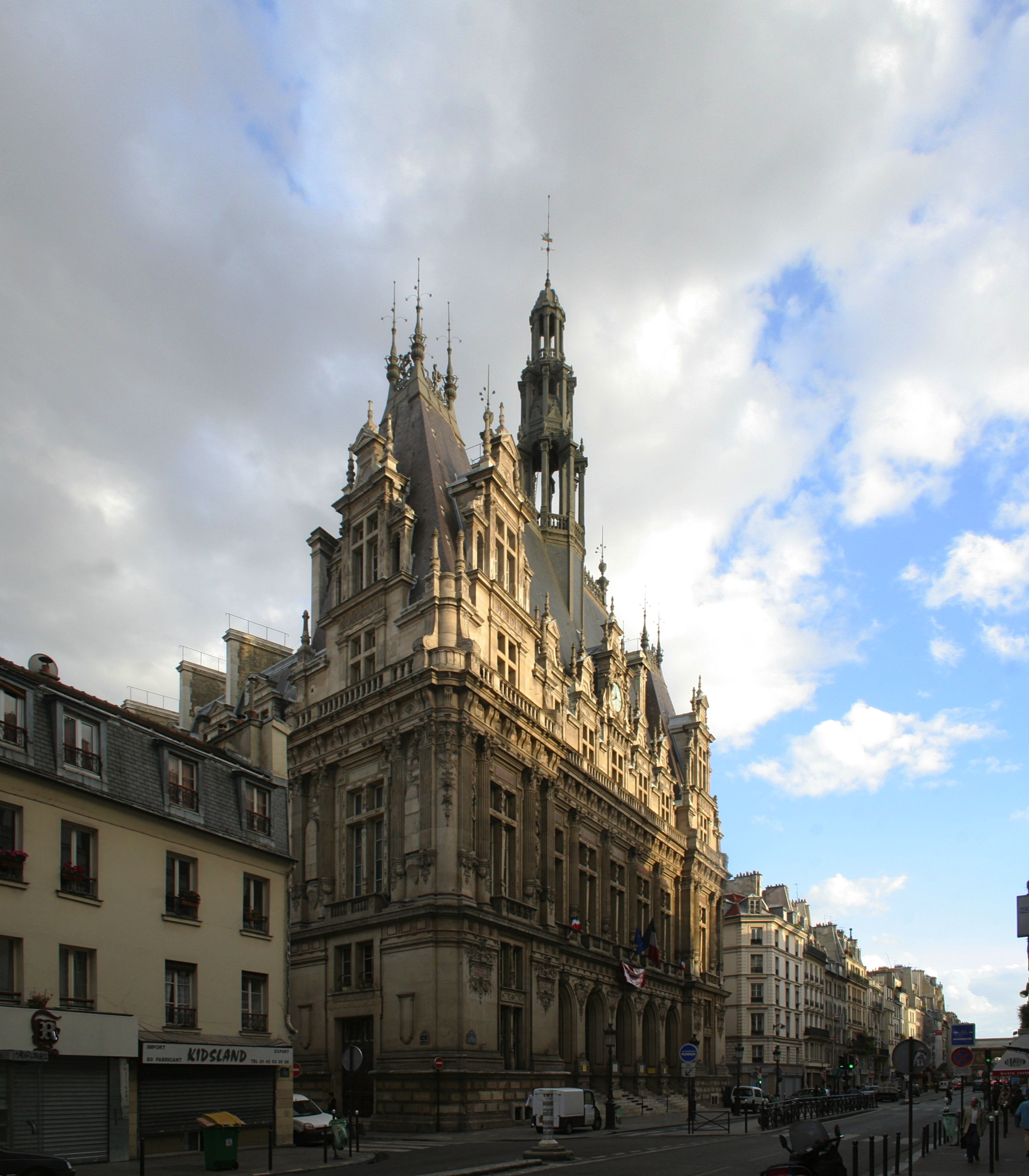
Mairie des 10. Arrondissements

## Leben
Über das Leben von Eugène Rouyer ist nicht viel bekannt. Er wurde zweiter beim Architektenwettbewerb für den Neubau des Hôtel de Ville in Paris. Er gewann den Wettbewerb für den Bau des Rathauses des 10. Arrondissements. Die Mairie wurde unter seiner Leitung von 1892 bis 1896 errichtet. Eugène Rouyer hatte auch die Funktion eines Inspecteur aux travaux des Louvre inne.

## Bauwerke
- 1869: beteiligt beim Bau der Mairie von La Neuville-au-Pont (Département Marne)
- um 1876: Hôtel de Choiseul-Praslin (Umbauten)
- 1876–1879: Hôtel-Dieu in Château-Thierry
- 1892–1896: Mairie des 10. Arrondissements in Paris

## Werke
- L’art architectural en France depuis François Ier jusqu’à Louis XIV; motifs de décoration intérieure et extérieure dessinés d’après des modeles exécutés et inédits des principales époques de la Renaissance, comprenant lambris, plafonds, voutes, cheminées, portes, fenêtres, escaliers, grilles, stalles, chaires à prècher, autels, confessionnaux, tombeaux, vases, candélabres, etc. (mit Texten von Alfred Darcel), Noblet et Baudry, Paris 1863
- Les appartements privés de S.M. l’impératrice au palais des Tuileries, décorés par M. Lefuel... J. Baudry, Paris 1867